# Nashua Wild Coast Sun Challenge
De Nashua Wild Coast Sun Challenge was een golftoernooi in Zuid-Afrika, dat deel uitmaakte van de South African Tour (later als de Sunshine Tour). Het toernooi werd opgericht als de Wild Coast Sun Classic en het vond telkens plaats op de Wild Coast Sun Country Club, in Port Edward.
Het toernooi werd gespeeld tot vier ronden en de par was bij elke ronde 70. In 1995 stond het toernooi niet op de kalender en werd vervangen door de Radio Algoa Challenge. In 1996 stond het toernooi terug op de kalender en de laatste editie vond plaats in 1998.

## Winnaars
| Jaar                            | Winnaar                | Score                  | Score                  | Info                   |
| Wild Coast Sun Classic          | Wild Coast Sun Classic | Wild Coast Sun Classic | Wild Coast Sun Classic | Wild Coast Sun Classic |
| ------------------------------- | ---------------------- | ---------------------- | ---------------------- | ---------------------- |
| 1992                            | Wayne Westner          | ?                      | ?                      |                        |
| Nashua Wild Coast Sun Challenge |                        |                        |                        |                        |
| 1993                            | Hendrik Buhrmann       | ?                      | ?                      |                        |
| 1994                            | Hendrik Buhrmann       | 272                    | –8                     | [ 1 ]                  |
| 1995                            | Geen toernooi          | Geen toernooi          | Geen toernooi          | Geen toernooi          |
| 1996                            | Wayne Westner          | 268                    | –12                    | [ 2 ]                  |
| 1997                            | Mark McNulty           | 270                    | –10                    | [ 3 ]                  |
| 1998                            | Adilson da Silva       | 274                    | –6                     | [ 4 ]                  |

Amatola Sun Classic · Atlantic Beach Classic · Bell's Player Championship · Bloemfontein Classic · Botswana Open · Bushveld Classic · Canon Classic · Coca-Cola Charity Championship · Cock of the North · Devonvale Classic · Emfuleni Classic · Eskom Power Cup · General Motors Open · Goldfields Powerade Classic · Goodyear Classic · Graceland Challenge · Highveld Classic · ICL International · Iscor Newcastle Classic · Kalahari Classic · Limpopo Classic · Lombard Tyres Classic · Mafunyane Trophy · Mercedes Benz Golf Challenge · Mount Edgecombe Trophy · Namibië Open · Namibia PGA Championship · Nashua Wild Coast Sun Challenge · Natal Open · Nelson Mandela Invitational · Northern Cape Classic · Observatory Classic · Palabora Classic · Parmalat Classic · Radio Algoa Challenge · Randfontein Classic · Rhodesian Masters · Riviera Resort Classic · Royal Swazi Sun Classic · Seekers Travel Pro-Am · South African Masters · South African Match Play Championship · South African Pro-Am Invitational · Spoornet Classic · Sun Coast Classic · Transvaal Open · Vodacom Golf Championship · Vodacom Open · Vodacom Players Championship · Vodacom Series · Vodacom Trophy · Western Cape Classic · Western Province Open